# Salix clathrata
Salix clathrata är en videväxtart som beskrevs av Hand.-mazz.. Salix clathrata ingår i släktet viden, och familjen videväxter. Inga underarter finns listade i Catalogue of Life.